# Papanikolis
Papanikolis (Y-2) (griechisch Παπανικολής) war der Name des berühmtesten U-Boots der Griechischen Königlichen Marine. Es war nach dem griechischen Freiheitskämpfer Dimitrios Papanikolis benannt und war das erste Schiff, das dessen Namen trug. Es war auch das erste Schiff der Katsonis-Klasse, das in Dienst gestellt wurde.

## Geschichte
Nach dem Ersten Weltkrieg bestellte das Königreich Griechenland zwei U-Boote bei dem französischen Schwerindustrie-Unternehmen Schneider-Creusot. Obwohl der Bau der Papanikolis später begann als der der Katsonis, wurde sie etwa ein halbes Jahr früher am 21. Dezember 1927 in Dienst gestellt. Beide Schiffe waren schwierig zu handhaben und benötigten aufwendige Wartungen. Erster Kommandant wurde Fregattenkapitän Panagiotis Vandoros, der das U-Boot in Toulon übernahm und nach Griechenland überführte.
Am 10. Februar 1939 wurde Korvettenkapitän Miltos Iatrides Kommandant des Schiffs. Am 19. Oktober 1940, ein Tag nach dem Beginn des Griechisch-Italienischen Kriegs, unternahm er eine erste Patrouille im Golf von Patras. Die zweite Fahrt führte in die Straße von Otranto. Hier versenkte man in der Nacht vom 22. zum 23. Dezember 1940 den italienischen Schoner Antonietta von 400 BRT vor Brindisi durch Rammen. Nach anderer Darstellung wurde das Schiff gekapert und man kam so in den Besitz von Geheimdokumenten, die einen Schiffskonvoy für den folgenden Tag ankündigten. Tatsächlich torpedierte und versenke man am 24. Dezember den Truppentransporter Firenze von 3.952 RT nordwestlich von Sazan mit 996 Soldaten an Bord. Bei der dritten Feindfahrt in der Adria vom 23. bis 31. Januar 1941 torpedierte man aufgetaucht ein Frachtschiff. Sofort nahmen drei Zerstörer Kurs auf die Papanikolis. Durch schnelles und stundenlanges Untertauchen konnte man dem Feind entkommen. Die Versenkung des Frachters blieb unbestätigt. Zwei weitere Patrouillen in die Adria verliefen ohne Feindkontakt.
Nach der Kapitulation Griechenlands am 23. April 1941 während des Balkanfeldzugs der deutschen Wehrmacht brachte man alle Schiffe in Sicherheit. Unter dem Kommando von Kapitänleutnant Nikolaos Roussen absolvierte man vom 4. bis 17. Juli 1941 noch einen Einsatz bei der Insel Kastelorizo und verlegte nun alle sechs U-Boote nach Alexandria. Die Wartungsarbeiten an der Papanikolis, die bis Juni 1942 andauerten, wurden von Nikolaos Roussen, vom 1. Januar bis 13. März 1942 von Kapitänleutnant A. Panagiotou und vom 14. März bis 20. April 1942 von Fregattenkapitän P. Libas überwacht. Am 20. April 1942 übernahm schließlich Fregattenkapitän Athanasios Spanidis das Kommando.
Von Alexandria führte man 8 Operationen und Einsätze aus. Vom 6. bis 26. Juni versenkte Spanidis 6 deutsche Kaikia. Innerhalb der Operation Albumen landete man zwischen dem 24. Juli und 9. August 1942 heimlich ein Kommando auf Kreta zum Angriff auf den Flugplatz Maleme. Vom 31. August bis zum 15. September desselben Jahres transportierte man zusammen mit der Traveller ein weiteres Kommando von Beirut nach Rhodos. Am 12. Oktober 1942 wurde erneut Kapitänleutnant Nikolaos Roussen zum Kommandanten ernannt. Er brachte für die Operation Oxford zwischen dem 21. November und 5. Dezember 1942 ein Special Operations Executive nach Südkreta. Auf der Rückfahrt versenkte man bei Alimia ein Frachtschiff von 6000 t.

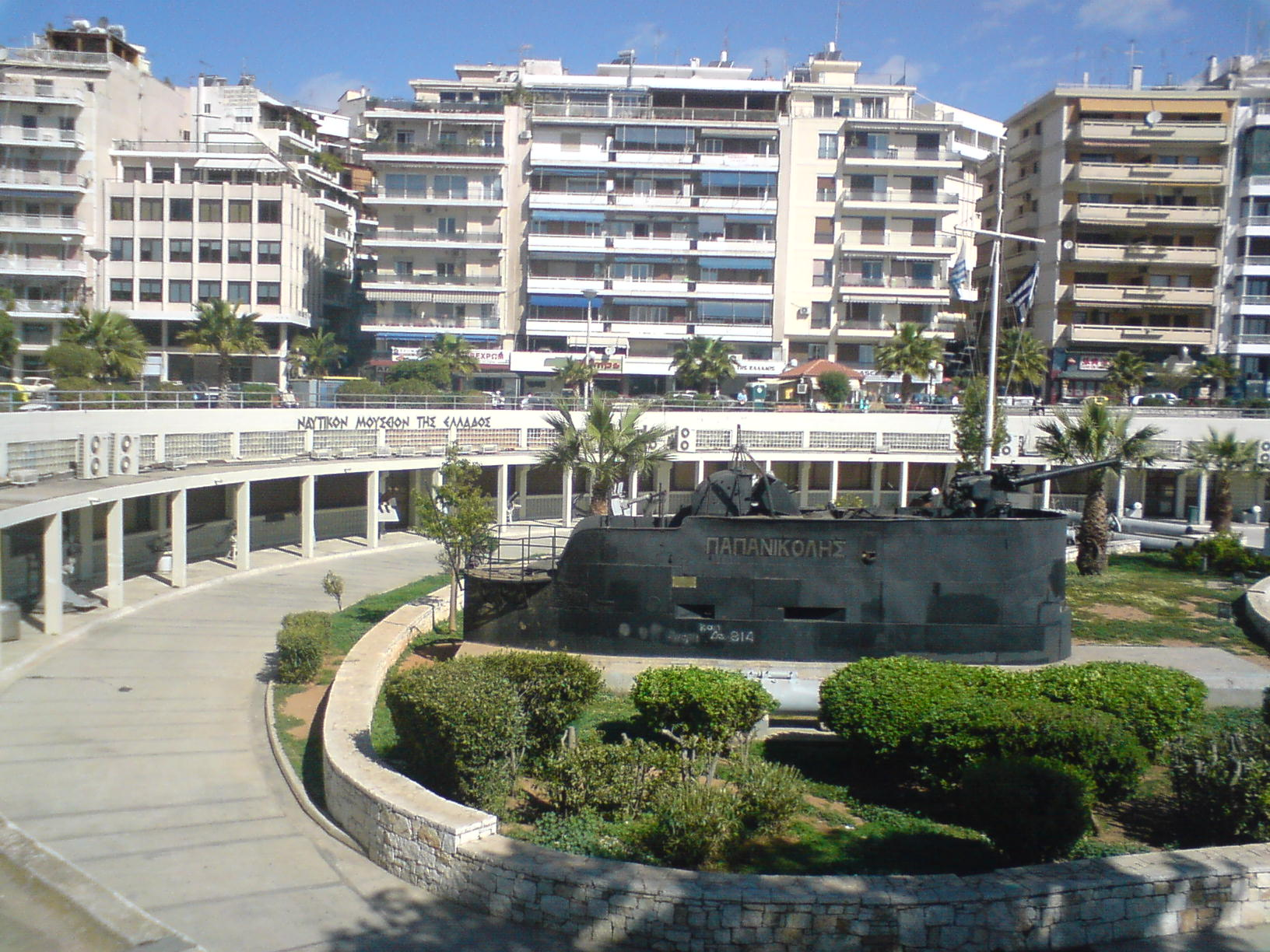
Turm der Pananikolis vor dem Marinemuseum in Piräus

Für Operation Locksmith landete man drei britische Offiziere an der Küste nördlich von Hydra zwischen dem 7. und 23. Januar 1943. Danach kaperte man bei Milos das deutsche Segelschiff Agios Stefanos (220 t) und versenkte die italienische Kaiki Agia Paraskevi (200 t) durch Beschuss mit der Bordkanone und Rammen. Im März versenkte man in der Dodekanes drei Segelschiffe Agios Stefanos (40 t), Fiamenta (30 t) und Rina (200 t). Vom 30. April bis 13. Mai 1943 landete man ein weiteres Team auf Kreta. Während dieser Mission wurden die deutschen Segelschiffe Maria (150 t) und Agia Varvara (250 t) versenkt. Eine letzte Mission führte zwischen dem 29. Januar und 12. Februar 1944 in die Ägäis.
Nachdem die ELAS, dem militärischen Arm der griechischen Nationale Befreiungsfront, die Kontrolle über mehrere griechischen Schiffe erlangt hatte, wurde Nikolaos Roussen damit beauftragt die Gewalt über die Korvette Apostolis zurückzugewinnen. Hierbei kam er am 23. April 1944 in Alexandria ums Leben.
Nachfolger Roussens wurde Kapitänleutnant Ch. Botsaris. Die Papanikolis wurde nach Gibraltar verlegt und dort über längere Zeit gewartet. Danach wurde sie bei der Ausbildung britischer Geleitschiffe eingesetzt. Nach der Befreiung Griechenlands kehrte sie Ende 1944 nach Griechenland zurück und wurde am 14. Juli 1945 außer Dienst gestellt. Das Schiff wurde zum Abbruch verkauft. Der Turm wurde jedoch vor der Verschrottung bewahrt und ist heute noch vor dem Marinemuseum in Piräus zu sehen.

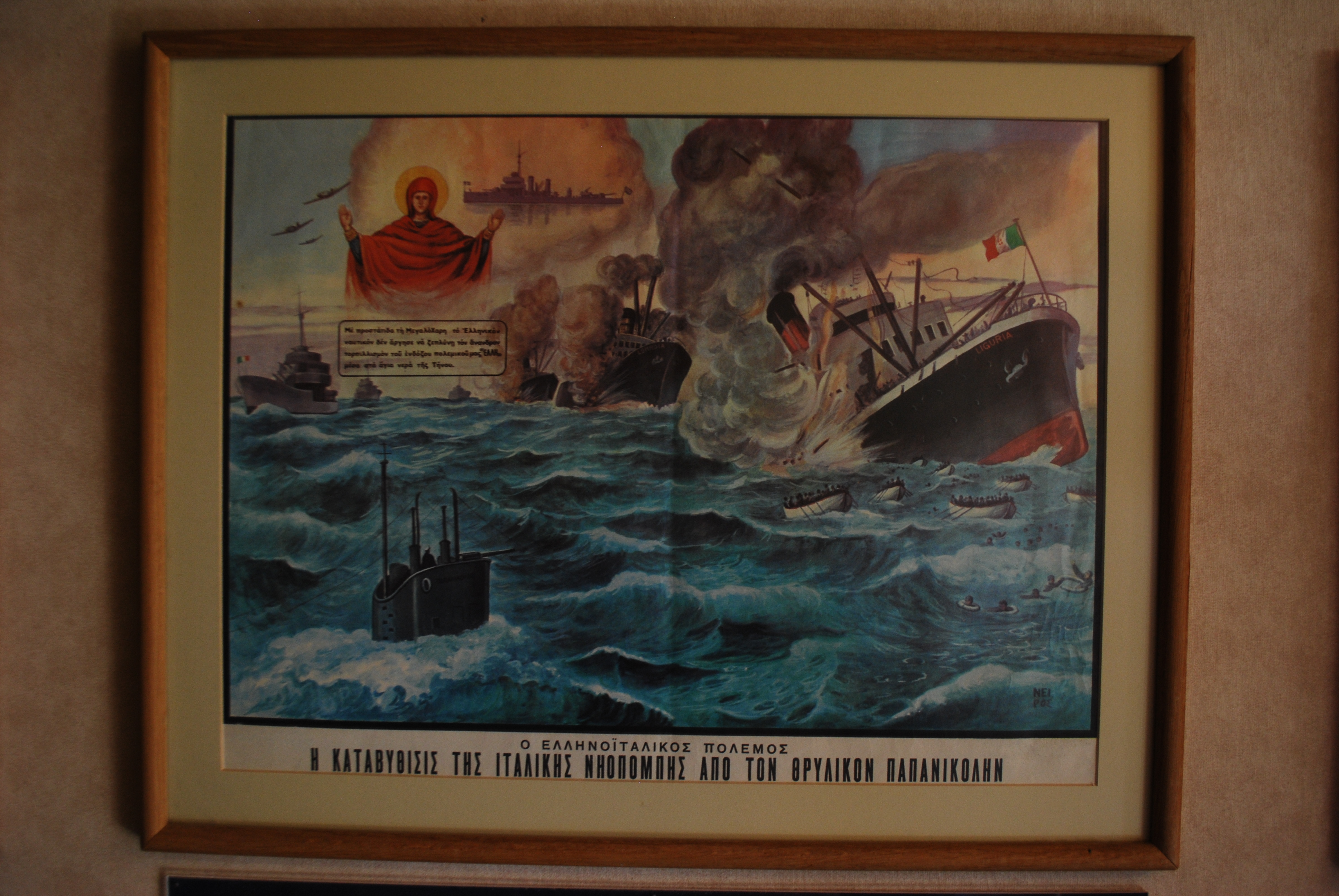
Die Liguria sinkt nach Torpedotreffer.

## Mythen um diePapanikolis
Zur Kriegspropaganda wurden weitere erfundene Erfolge der Papanikolis verbreitet. So soll sie die italienischen Truppentransporter Liguria und Lombardia, die innerhalb eines Konvoys unterwegs waren, versenkt haben. Ein Bild aus dem Meteora-Kloster Moni tis Metamorphosis tou Sotiros zeigt, wie das Passagierschiff Liguria nach einem Torpedoangriff der Papanikolis sinkt. Auch eine Chromolithografie im Nationales Historisches Museum Athen mit dem Titel „Zerstörung des italienischen Konvoys durch unser U-Boot Papanikolis“ (Η πανωλεθρία της ιταλικής νηοπομπής από το υποβρυχίον μας "Παπανικολής") trägt zur Mystifizierung bei. Diese falsche Darstellung wird zum Teil noch heute von unkritischen Medien so wiedergegeben.
Es wird auch berichtet, die Papanikolis unter dem Kommando von Miltos Iatrides hätte die Bucht von
Selonda südlich von Korfos als Basis zum Angriff auf italienische Schiffe in der Adria genutzt. Dieser Ort in der Ägäis war jedoch völlig ungeeignet, da er eine zu lange Anfahrt bis zum Einsatzort erforderte. Außerdem war ein so versteckter Ort in dieser frühen Phase des Krieges nicht erforderlich.